# Fästingburna sjukdomar
Fästingburna sjukdomar är sjukdomar som sprids med parasiten fästing som vektor (smittbärare).
Sjukdomarna kan orsakas av spridda mikroorganismer (bakterier, virus och protozoa) samt toxiner.
I Sverige är de tre vanligaste fästingburna infektionerna TBE, borrelia och fästingfeber. Fästingbett kan även leda till allergiska reaktioner.

## Lista över viktiga fästingburna sjukdomar
Biologiskt agens: Bakterie, virus, protozo och toxin. Förkortningar nedan för Biologiskt agens: B. = Babesia, F. = Fransiella och t. = tularensis. Förkortningar nedan för Fästingart(er): D. = Dermacentor och I. = Ioxedes, 
| Sjukdom                                                                           |               | Biologiskt agens                                                                                         |                | Fästingart(er)                                                            |
| --------------------------------------------------------------------------------- | ------------- | --- | -------------- | ------------------------------------------------------------------------- |
| Kattklössjuka (Cat scratch fever)                                                 | bakterie:     | Bartonella henselae                                                                                      | fästingar:     | kattloppan Ctenocephalides felis, även fästingar och spindlar             |
| Borrelia                                                                          | bakterie:     | Borrelia burgdorferi                                                                                     | fästingart:    | Ixodes ricinus (i Europa)                                                 |
| Rocky Mountain spotted fever bl. a.                                               | bakterie:     | Rickettsia rickettsii                                                                                    | fästingarter:  | Dermacentor andersoni, D. variabilis                                      |
| Ehrlichios / Fästingfeber (tidigare känd som Human granulocytär ehrlichios (HGE)) | bakterie:     | Anaplasma phagocytophilum                                                                                | fästingarter:  | Amblyomma americanum, I. scapularis                                       |
| Ornithos                                                                          | bakterier:    | Borrelia-arter                                                                                           | fästingsläkte: | Ornithodoros-arter                                                        |
| Tularemi / Harpest                                                                | bakterie:     | Fransiella tularensis subsp. holarctica (typ B) (och F. t. subsp. Tularensis (typ A) bara i Nordamerika) | fästingarter:  | Dermacentor andersoni, D. variabilis                                      |
| TBE (Tick-borne encephalitis)                                                     | virus:        | TBEV (ett flavivirus)                                                                                    | fästingarter:  | Ixodes scapularis, I. ricinus (Europa), I. persulcatus (Ryssland + Asien) |
| Colorado tick fever                                                               | virus:        | Coltivirus                                                                                               | fästingart:    | Dermacentor andersoni                                                     |
| Krim-Kongo hemorragisk feber                                                      | virus:        | CCHF-virus                                                                                               | fästingarter:  | Rhipicephalus bursa, Hyalomma marginatum                                  |
| Babesios                                                                          | protozoer:    | Babesia microti, B. equi                                                                                 | fästingarter:  | Ixodes scapularis, I. pacificus                                           |
| Cytauxzoonos                                                                      | protozo:      | Cytauxzoon felis (drabbar enbart katter)                                                                 | fästingart:    | Dermacentor variabilis (amerikansk hundfästing)                           |
| Fästingförlamning                                                                 | toxin (gift): | Nervgift, okänt 40-80 kDa som produceras i fästingens spottkörtlar                                       | fästingarter:  | Dermacentor andersoni, D. variabilis West                                 |

## Allergiska reaktioner
Innan fästingen tar upp sin blodmat injicerar de genom sin snabel en körtelutsöndring ("saliv") i sitt byte. För immunsystemet hos näringsoffret är saliven störande skräp, trots det anti-inflammatoriska medel som finns däri. Reaktioner på antikoagulerande utsöndring från fästingar kan också i sällsynta fall leda till förlamning och död hos människor, särskilt vid fästingbett på huvudet och nära ryggen (Fästingförlamning).
Betydligt vanligare kan ett nyligen säkerställt samband mellan alfa-galaktos från tidigare bytesvärdar och fästingbett vara med urtikaria som följd. Antalet människor som diagnosticerats med köttallergi ökade snabbt under början av 2000-talet. Detta föranledde en publikation 2007 där prof Sheryl van Nunen påvisade sambandet mellan fästingbett och köttallergi och hur fästingbett kan programmera om vårt immunförsvar så att vi får köttallergi. Prof Sheryl van Nunen är nu en av förgrundsgestalterna inom TIARA (Tick induced allergies research & awareness). Ett svenskt forskarteam har därefter för första gången visat att även fästingen I. ricinus innehåller epitopen alfa-Gal, som har hittats i fästingens matspjälkningsområde.